# Mário da Silva
Mário Manuel da Silva (ur. 23 lipca 1961 w Madina do Boé) – portugalski lekkoatleta specjalizujący się w biegach średnio i długodystansowych, dwukrotny uczestnik letnich igrzysk olimpijskich (Seul 1988, Barcelona 1992).

## Sukcesy sportowe
- dwukrotny mistrz Portugalii w biegu na 800 metrów – 1984, 1990[1]
- trzykrotny mistrz Portugalii w biegu na 1500 metrów – 1987, 1989, 1993
- halowy mistrz Portugalii w biegu na 800 metrów – 1991[2]
- trzykrotny halowy mistrz Portugalii w biegu na 1500 metrów – 1988, 1989, 1991
- halowy mistrz Portugalii w biegu na 3000 metrów – 1990

| Rok  | Miasto    | Zawody                    | Konkurencja    | Wynik         |
| ---- | --------- | ------------------------- | -------------- | ------------- |
| 1988 | Budapeszt | Halowe mistrzostwa Europy | bieg na 3000 m | 7. miejsce    |
| 1988 | Seul      | Igrzyska olimpijskie      | bieg na 1500 m | 9. miejsce    |
| 1989 | Haga      | Halowe mistrzostwa Europy | bieg na 3000 m | 8. miejsce    |
| 1990 | Glasgow   | Halowe mistrzostwa Europy | bieg na 3000 m | 5. miejsce    |
| 1990 | Split     | Mistrzostwa Europy        | bieg na 1500 m | brązowy medal |
| 1991 | Sewilla   | Halowe mistrzostwa świata | bieg na 1500 m | brązowy medal |
| 1991 | Tokio     | Mistrzostwa świata        | bieg na 1500 m | 6. miejsce    |
| 1993 | Toronto   | Halowe mistrzostwa świata | bieg na 1500 m | 7. miejsce    |

## Rekordy życiowe
| konkurencja         | na stadionie                              | w hali                       |
| ------------------- | ----------------------------------------- | ---------------------------- |
| bieg na 800 metrów  | 1:46,69 – Maia 25/06/1991                 | 1:52,91 – Madryt 22/02/1986  |
| bieg na 1000 metrów |                                           | 2:20,71 – Liévin 13/02/1993  |
| bieg na 1500 metrów | 3:35,76 – Tokio 01/09/1991                | 3:36,46 – Sewilla 28/02/1991 |
| bieg na milę        | 3:53,30 – Jerez de la Frontera 17/09/1991 |                              |
| bieg na 2000 metrów | 5:05,86 – Noisy-le-Grand 03/07/1993       |                              |
| bieg na 3000 metrów | 7:49,99 – Lizbona 29/05/1988              | 7:55,89 – Haga 19/02/1989    |